# 古磁窑址
古磁窑址，位于山东省泰安市宁阳县华丰镇西磁村，是中华人民共和国山东省文物保护单位之一。
1977年12月23日，授予山东省文物保护单位，是一座古遗址。